# Tinguaro
Tinguaro, également appelé Chimenchia ou Himenechia, était un caudillo guanche de la résistance autochtone à la conquête espagnole de l'île de Tenerife à la fin du XVe siècle.
Il était frère de Bencomo, seigneur de Taoro et s’est distingué dans les luttes de la conquête. Surtout, sa participation à la Matanza de Acentejo se distingue, où les Castillans sont complètement défaits par les aborigènes.